# Farida Osman
Pour les articles homonymes, voir Osman.
Farida Hisham Osman (née le 18 janvier 1995 à Indianapolis, aux États-Unis) est une nageuse égyptienne, spécialiste notamment du sprint en papillon.

## Carrière
En 2011, elle remporte le titre du 50 m papillon des Championnats du monde juniors à Lima, avec le record des championnats de 26 s 68, devenant la première Africaine à remporter une médaille mondiale dans une compétition de la FINA. Elle bat le record d'Afrique pour remporter la médaille de bronze lors des Championnats du monde 2017 à Budapest. Elle est de nouveau médaillée de bronze du 50 mètres papillon aux Championnats du monde 2019 à Gwangju, puis aux Championnats du monde 2024 à Doha.

## Palmarès

### Championnats du monde
- Championnats du monde 2017
  -  Médaille de bronze du 50 m papillon
- Championnats du monde 2019
  -  Médaille de bronze du 50 m papillon
- Championnats du monde 2024
  -  Médaille de bronze du 50 m papillon

### Championnats d'Afrique
- Championnats d'Afrique 2018
  -  Médaille d'or du 50 m nage libre
  -  Médaille d'or du 50 m papillon
  -  Médaille d'or du 100 m papillon
  -  Médaille d'or du relais 4 × 100 m nage libre mixte
  -  Médaille d'or du relais 4 × 100 m quatre nages mixte
  -  Médaille d'argent du 100 m nage libre
  -  Médaille d'argent du relais 4 × 100 m nage libre
  -  Médaille d'argent du relais 4 × 100 m quatre nages

- Championnats d'Afrique 2010
  -  Médaille d'or du 50 m papillon
  -  Médaille d'argent du 50 m nage libre
  -  Médaille d'argent du relais 4 × 100 m nage libre
  -  Médaille de bronze du 50 m dos
  -  Médaille de bronze du 100 m papillon
  -  Médaille de bronze du relais 4 × 100 m quatre nages

### Jeux africains
- Jeux africains de 2023
  -  Médaille d'or du 50 m nage libre
  -  Médaille d'or du 50 m papillon
  -  Médaille d'or du 100 m papillon
  -  Médaille d'or du relais 4 × 100 m nage libre
  -  Médaille d'argent du 100 m nage libre
  -  Médaille d'argent du relais 4 × 100 m quatre nages
  -  Médaille d'argent du relais 4 × 100 m nage libre mixte
  -  Médaille d'argent du relais 4 × 100 m quatre nages mixte

- Jeux africains de 2019
  -  Médaille d'or du 50 m papillon
  -  Médaille d'or du 100 m papillon
  -  Médaille d'argent du 50 m nage libre
  -  Médaille d'argent du 100 m nage libre
  -  Médaille d'argent du relais 4 × 100 m nage libre
  -  Médaille d'argent du relais 4 × 100 m quatre nages
  -  Médaille d'argent du relais 4 × 100 m nage libre mixte
  -  Médaille d'argent du relais 4 × 100 m quatre nages mixte

- Jeux africains de 2015
  -  Médaille d'or du 50 m nage libre
  -  Médaille d'or du 100 m nage libre
  -  Médaille d'or du 50 m papillon
  -  Médaille d'or du 100 m papillon
  -  Médaille d'or du relais 4 × 100 m quatre nages mixte
  -  Médaille d'argent du relais 4 × 100 m nage libre
  -  Médaille d'argent du relais 4 × 100 m quatre nages
  -  Médaille d'argent du relais 4 × 100 m nage libre mixte

- Jeux africains de 2011
  -  Médaille d'or du 50 m papillon

### Championnats arabes
- Championnats arabes 2022
  -  Médaille d'or du 50 m nage libre
  -  Médaille d'or du 100 m nage libre
  -  Médaille d'or du 50 m papillon
  -  Médaille d'or du 100 m papillon
  -  Médaille d'or du relais 4 × 100 m nage libre
  -  Médaille d'or du relais 4 × 100 m quatre nages
  -  Médaille d'or du relais 4 × 100 m quatre nages mixte
  -  Médaille d'argent du relais 4 × 100 m nage libre mixte
- Championnats arabes 2016
  -  Médaille d'or du 50 m nage libre
  -  Médaille d'or du 100 m nage libre
  -  Médaille d'or du 50 m papillon
  -  Médaille d'or du 100 m papillon
  -  Médaille d'or du relais 4 × 100 m nage libre
  -  Médaille d'or du relais 4 × 100 m quatre nages
  -  Médaille d'or du relais 4 × 100 m nage libre mixte
  -  Médaille d'or du relais 4 × 100 m quatre nages mixte

### Jeux méditerranéens
- Jeux méditerranéens de 2018
  -  Médaille d'or du 50 m nage libre
  -  Médaille d'or du 50 m papillon
  -  Médaille d'argent du 100 m papillon

- Jeux méditerranéens de 2013
  -  Médaille d'or du 50 m papillon

### Championnats du monde juniors
- Championnats du monde juniors 2011
  -  Médaille d'or du 50 m papillon